# 永田満徳
永田 満徳（ながた みつのり、1954年 - ）は、日本の俳人。

## 略歴
熊本県人吉市に生まれる。熊本大学教授の首藤基澄に誘われて、1987年、「未来図」入会、中村草田男門下の鍵和田秞子主宰に師事。1987年、「火神」創刊・同人、首藤基澄主宰に師事。のちに編集長を経て、三代目主宰に就任。結社誌「火神」は写生を基本とし、自然・人生・社会の実相にアプローチする俳句を目指し、熊本という地方から日本の文化活動の発展に寄与するという視点で発行されている。1995年、「未来図」新人賞、翌年同人。2003年、俳人協会俳人協会熊本県支部事務局次長（ - 2010）、県支部長として、俳人協会熊本県俳句大会の運営に尽力し、結社間の交流吟行句会をするなど、支部活動の活性化に努めてきた。2005年、熊本県文化懇話会に推挙され、文学部門会員となる。2009年、日本現代詩歌学館振興会評議員。熊本在住ながら、「俳句大学」という全国的な俳句組織の代表であり、国際俳句の世界にも活動を広げている。
2015年、俳人協会熊本支部事務局長（ - 2018）。俳句大学設立、学長となる。2024年8月、熊本の文化芸術面において貢献したとして「中村青史賞」受賞。
2017年、俳人協会幹事。2018年、日本俳句協会副会長（2023年に社団法人）。2019年、俳人協会熊本県支部長。「未来図賞」受賞。「未来図」終刊、「秋麗」入会、同年同人。
2021年、第二句集『肥後の城』上梓。2023年、『肥後の城』にて第15回文學の森大賞受賞。

## 著作

### 著書
- 『寒祭』（文學の森）
- 『肥後の城』（文學の森）

### 共著
- 『漱石熊本百句』（創風社出版）
- 『新くまもと歳時記』（熊本日日新聞社・熊日文化出版賞受賞）
- 『徳永直文学選集Ⅰ Ⅱ』（熊本日日新聞社・熊日文化出版賞受賞）